# Рейнстик
Рейнстик (дерево дождя, посох дождя, дождевая флейта, зэр пу; англ. Rainstick — «дождевая палка») — ударный музыкальный инструмент, из рода идиофона. Представляет собой длинную полую глухо закрытую на торцах трубу с расположенными по всей длине внутренними перегородками, частично заполненную мелким сыпучим наполнителем (крупы и другие семена, мелкие камешки, бисер, другие твёрдые гранулы). Перегородки образуют внутри трубы спираль и могут быть выполнены из шипов растений, булавок, зубочисток и т. п. При вертикальном переворачивании рейнстика его содержимое просыпается сквозь спиральное препятствие к противоположному концу трубы, производя звук, напоминающий шум дождя.
Длина рейнстика может быть любой, но для удобства использования чаще всего варьируется в диапазоне 25-70 см.

## История и изготовление
Рейнстик предположительно был изобретен в Чили или Перу и использовался как культовый инструмент для вызова дождя. Традиционный рейнстик делается из высушенного на солнце длинного ствола кактуса. Такой высушенный кактус имеет полость по всей длине; шипы срезают и используют в качестве перегородок.
Начиная с 1970—1980-х годов инструмент стал приобретать популярность. Сперва туристы и путешественники привозили рейнстики из Латинской Америки, где их предлагали в качестве сувениров. В настоящее время рейнстик активно используют музыканты, исполняющие, в частности, фолк, этническую и другую акустическую музыку, эмбиент, джаз и т. д.
Рейнстик может быть изготовлен самостоятельно из различных материалов. В России для этого принято использовать перезимовавшие стебли от соцветий борщевика; в качестве перегородок чаще всего используются зубочистки.

## Техника игры
Рейнстик медленно переворачивают на 180° по вертикали, позволяя сыпучему наполнению постепенно перемещаться, создавая звуковой эффект, похожий на шум ливня. Звуком рейнстика можно управлять, меняя скорость и угол наклона (постепенный полный переворот обеспечивает наиболее протяжный и сильный звук), медленно вращая его вокруг оси, а также используя его как шейкер для создания ритмических рисунков.